# تصدق بمين (ألبوم)
تصدق بمين: هو الألبوم السابع للفنانة إليسا الألبوم من إنتاج شركة روتانا. صدر في 26 ديسمبر 2009، لقي الألبوم نجاحاً تجارياً كبير، حيث أعلنت روتانا بعد أسبوع من إصداره بيع 750 الف نسخة، ليكون الألبوم الأكثر مبيعًا في تاريخ بيع الأسطونات في العالم العربي في أسبوع.وعلى الصعيد العالمي تصدر الألبوم  مبيعات متاجر Fnac  الفرنسي العالمي.
حقق ألبوم تصدق بمين نجاحاً غير مسبوق، حيث ظل مدة عام كامل في المراتب الأولى في معظم الدول العربي، وباع أكثر من 6 ملايين نسخة ما يجعله أحد أكثر الألبومات الموسيقية مبيعاً في تاريخ بيع الأسطونات في العالم العربي على الإطلاق. وتلقت إليسا عنه جائزة الموسيقى العالمية لتحقيقها أعلى مبيعات في الشرق الأوسط لعام 2010.

## الأغاني
| #   | عنوان                               | تأليف          | تلحين          | المدة |
| --- | ----------------------------------- | -------------- | -------------- | ----- |
| 1.  | "تصدق بمين" (باللهجة المصرية)       | نادر عبد الله  | وليد سعد       | 4:38  |
| 2.  | "عا بالي حبيبي" (باللهجة اللبنانية) | فارس إسكندر    | سليم سلامة     | 5:23  |
| 3.  | "من غير مناسبة" (باللهجة المصرية)   | نادر عبد الله  | وليد سعد       | 4:50  |
| 4.  | "أمري لربي" (باللهجة اللبنانية)     | مروان خوري     | مروان خوري     | 3:56  |
| 5.  | "في شي انكسر" (باللهجة اللبنانية)   | مروان خوري     | مروان خوري     | 3:28  |
| 6.  | "ما عاش ولا كان" (باللهجة المصرية)  | نادر عبد الله  | وليد سعد       | 4:18  |
| 7.  | "سلملي عليه" (باللهجة اللبنانية)    | مروان خوري     | مروان خوري     | 4:48  |
| 8.  | "لو فيا" (باللهجة اللبنانية)        | إلياس الرحباني | إلياس الرحباني | 4:09  |
| 9.  | "بسمع اسمك بدمع" (باللهجة المصرية)  | محمد جمعة      | محمد رحيم      | 5:54  |
| 10. | "و بيستحي" (باللهجة اللبنانية)      | سهام الشعشاع   | محمد رحيم      | 4:18  |
| 11. | "ما تعرفش ليه" (باللهجة المصرية)    | نادر عبد الله  | تامر علي       | 4:47  |
| 12. | "عيشة والسلام" (باللهجة المصرية)    | نادر عبد الله  | وليد سعد       | 5:48  |
| 13. | "مصدومة" (باللهجة المصرية)          | نادر عبد الله  | وليد سعد       | 4:23  |

## طالع أيضًا
- جائزة الموسيقى العالمية  لعام 2010